# Reitnau
Reitnau é uma comuna da Suíça, no Cantão Argóvia, com cerca de 1.144 habitantes. Estende-se por uma área de 5,79 km², de densidade populacional de 198 hab/km². Confina com as seguintes comunas: Attelwil, Moosleerau, Reiden (LU), Triengen (LU), Wikon (LU), Wiliberg, Winikon (LU).
A língua oficial nesta comuna é o Alemão.